# 约尔格·伯梅
约尔格·伯梅（德語：Jörg Böhme，1974年1月22日—），德国前男子足球运动员，场上位置是中场。他曾代表德国国家队参加2002年国际足联世界杯，结果队伍获得亚军。